# Johnny Dorelli
Johnny Dorelli, pseudonimo di Giorgio Domenico Guidi (Milano, 20 febbraio 1937), è un cantante, pianista, showman, attore, compositore, cantautore, conduttore televisivo e conduttore radiofonico italiano.
Nell'arco della sua carriera ha spaziato in vari campi dello spettacolo, dalla musica al cinema, dal teatro alla televisione. È considerato uno dei primi esponenti del jazz italiano, che ha proposto con uno stile detto "confidenziale", elegante e raffinato che si ispirava al modello statunitense del crooner alla Frank Sinatra, importando in Italia (dapprima in qualità di pianista jazz, poi come interprete) classici appartenenti al cosiddetto American Songbook di autori come Porter, Gershwin, Rodgers e tanti altri. 
Ha partecipato a nove edizioni del Festival di Sanremo, di cui è stato una volta conduttore nell'edizione del 1990, arrivando otto volte in finale ed è l'unico interprete, insieme a Domenico Modugno, Nilla Pizzi e Nicola Di Bari, ad aver vinto due Festival consecutivi con Nel blu dipinto di blu e Piove (in coppia con Domenico Modugno).
Tra i suoi numerosi lavori teatrali, quelli di maggior successo sono Aggiungi un posto a tavola di Garinei e Giovannini esportato in tutto il mondo (otterrà ben 238 repliche nel West End di Londra nel 1978), che Dorelli interpreterà per le prime tre edizioni (1974, 1977 e 1990), Accendiamo la lampada in cui incontrò la futura moglie Gloria Guida e Bobby sa tutto in coppia con Loretta Goggi, vincitore del biglietto d'oro come spettacolo di maggior successo della stagione teatrale 1995. 
Tra gli anni settanta e ottanta ottiene enorme successo anche al cinema con numerose commedie campioni d'incasso come Mi faccio la barca, Sesso e volentieri, Dio li fa poi li accoppia, Occhio, malocchio, prezzemolo e finocchio, A tu per tu ma anche in ruoli dai toni più maturi e drammatici come Pane e cioccolata, Agnese va a morire, Il mostro, Il cappotto di Astrakan, State buoni se potete, nel quale interpreta il ruolo di San Filippo Neri e Ma quando arrivano le ragazze? di Pupi Avati e in alcuni incisivi ruoli per la televisione come il maestro Perboni nella miniserie Cuore e La coscienza di Zeno entrambe per Rai 2.
Come conduttore televisivo si ricordano: la controversa edizione di Canzonissima del 1969, condotta con Raimondo Vianello e le gemelle Kessler, bersagliata dalla stampa per lo spreco di denaro pubblico (avrà il più elevato costo per puntata di tutta la serie); nel 1983 la seconda edizione di Premiatissima, varietà di una televisione privata (Canale 5) che riesce per la prima volta nella storia della TV a sorpassare negli ascolti il programma rivale dell'emittente di stato, ovvero il Fantastico 4 di Rai 1 condotto quell'anno da Gigi Proietti con Heather Parisi; la conduzione del Festival di Sanremo 1990; l'ultima edizione del varietà del sabato sera Fantastico insieme a Raffaella Carrà, anch'essa funestata dalle polemiche tra i due conduttori. 
Il suo nome è legato anche al personaggio di Dorellik, inventato per la televisione e portato al cinema nel suo primo ruolo da protagonista nel 1967, e al programma radiofonico Gran varietà, di cui ha condotto ventidue edizioni.
Tra le sue canzoni di maggior successo Love in Portofino, Lettera a Pinocchio, L'immensità, Arriva la bomba, Solo più che mai, Per chi versione italiana di Without you celebre successo di Harry Nilsson che verrà inciso, trent'anni più tardi, anche da Mariah Carey, Una serata insieme a te inciso con l'allora moglie Catherine Spaak, Aggiungi un posto a tavola.

## Biografia
Nato a Milano il 20 febbraio del 1937, trascorre l'infanzia a Meda. Figlio d'arte, nel 1946 va a vivere negli Stati Uniti d'America, dove il padre Aurelio Guidi, tenore con lo pseudonimo di Nino D'Aurelio, si era trasferito. Studia il contrabbasso e il pianoforte alla High School of Music and Art di New York e si fa notare in concorsi televisivi per giovani talenti, dove si esibisce con il nome d'arte di Johnny Dorelli (il cognome D'Aurelio storpiato dagli statunitensi).
Esordisce nel 1951 a 14 anni con il 78 giri Arrotino/Famme durmì per La voce del padrone.
Rientra in Italia nel 1955 e viene messo sotto contratto dalla CGD di Teddy Reno, per la quale incide i primi 78 giri, cover di brani statunitensi.

### Cantante confidenziale
Dorelli si impose con uno stile elegante e raffinato, lontano dai gorgheggi "all'italiana". Uno stile che si ispirava al modello statunitense del crooner, che in Italia aveva come esempi i cantanti Natalino Otto, Ernesto Bonino, Teddy Reno, Nicola Arigliano, Emilio Pericoli, Fred Bongusto, Bruno Martino e altri.
Il primo successo, del 1956, fu Calypso melody, inserita nella colonna sonora del film Totò, Peppino e le fanatiche in cui Dorelli recitava una particina. Altre famose canzoni del periodo furono: Tipitipitipso, Piccolissima serenata, Concerto d'autunno, Non ti vedo, Refrain.

### Pianista Jazz
Reduce dalla gavetta d'oltreoceano, Dorelli inizia come pianista jazz, interpretando classici appartenenti al cosiddetto American Songbook e portando autori come Porter, Gershwin, Rodgers e tanti altri sulla nostra penisola, tanto che in numerose sue incisioni dell'epoca (tra cui Love Me Or Leave Me, Lover, What Is This Thing Called Love) il crooner di Meda è accreditato sia come pianista che come vocalist. In seguito si dedicherà sporadicamente all'attività di musicista, se non come autore e in alcune trasmissioni televisive dell'epoca (come Johnny Sette, Johnny Sera e Senza Rete), per poi ritornare in sala d'incisione solamente nel 1988 collaborando con la Doctor Dixie Jazz Band nel brano Jeepers Creepers inserito nel LP The Band & The Friends. Del periodo è da segnalare il LP Dance With del 1957, prodotto per il mercato americano e inciso interamente in inglese, nel quale Dorelli interpreta successi del momento (tra cui Calypso Melody, Bernardine, Love Letters In The Sand) in chiave jazz, accompagnato dall'orchestra di Jack Marshall e dai Jazzmen di Franco Pisano.

### Il Musichiere
Nel 1957 fu scelto dalla Rai per prendere parte, insieme a Nuccia Bongiovanni, al Musichiere di Mario Riva ma fu sostituito dopo tre puntate da Paolo Bacilieri.

### Il Festival di Sanremo

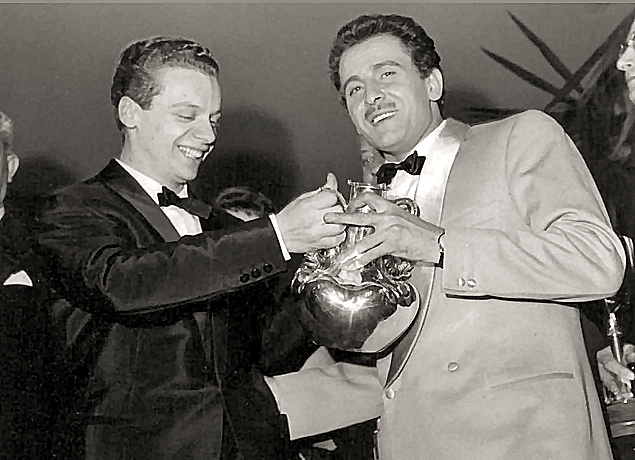
Johnny Dorelli e Domenico Modugno, vincitori del Festival di Sanremo 1959 con Piove (ciao ciao bambina)

Johnny Dorelli ha partecipato a nove edizioni del Festival di Sanremo (1958, 1959, 1960, 1962, 1963, 1967, 1968, 1969 e 2007) arrivando otto volte in finale. Dorelli è, insieme a Modugno, Nilla Pizzi e Nicola Di Bari, l'unico ad aver vinto 2 Festival consecutivi.
Debutta al Festival di Sanremo nel 1958 in coppia con Domenico Modugno con Nel blu dipinto di blu, che vince inaspettatamente il primo premio. La coppia si ripresenta l'anno successivo con Piove, ottenendo una nuova vittoria. Anche se gran parte del merito artistico e del successo commerciale dei due brani va inevitabilmente a Modugno (che ne è anche autore), Dorelli riesce a non farsi schiacciare dall'esuberanza del cantautore pugliese e a ritagliarsi una sua fetta di estimatori.

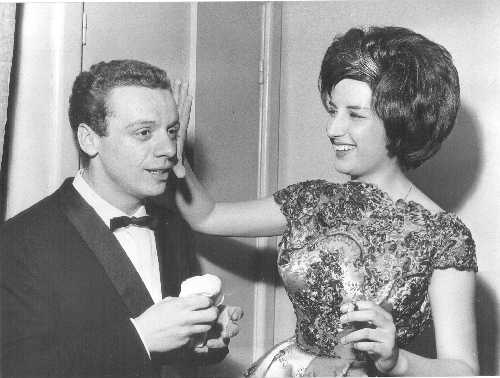
Johnny Dorelli con Mina al Festival di Sanremo 1960

Cominciava così ad entrare nel cast fisso di alcune trasmissioni televisive, la prima delle quali è Buone Vacanze con il Quartetto Cetra e l'orchestra di Gorni Kramer. In onda dal 1959 al 1960, il programma fa conoscere i classici del jazz e i grandi standard statunitensi attraverso le voci di Dorelli e di altri giovani talenti quali Betty Curtis (sua compagna di scuderia discografica), Jula de Palma, Wilma De Angelis e Gino Corcelli.
Per Dorelli sono gli anni di My funny Valentine, Boccuccia di rosa, Julia, Love in Portofino, Meravigliose labbra, Lettera a Pinocchio (quest'ultima tratta dalla prima edizione dello Zecchino d'Oro), tutte canzoni entrate in classifica.

Johnny Dorelli assieme a Gino Paoli e Riccardo Del Turco nel 1964

Un grande trampolino di lancio per questi brani è rappresentato dai caroselli che Johnny Dorelli girava per la Galbani con lo slogan «Galbani vuol dire fiducia». Altre incisioni (CGD) da menzionare sono i due LP 30 anni di canzoni d'amore (1964) e Viaggio sentimentale (1965), quest'ultimo sorta di viaggio immaginario con canzoni dedicate a varie città (tra le canzoni: Firenze sogna, Rome by night, Nustalgia de Milan, Lisbona antica, A foggy day (in London town) e Vienna Vienna).
Dal 1963 in poi conduce fortunati spettacoli televisivi (Johnny 7, Johnny Sera, Se te lo raccontassi) in cui dà prova delle sue doti di attore brillante recitando in numerosi sketch al fianco di attrici famose e creando il personaggio di Dorellik, prendendo spunto dal personaggio dei fumetti Diabolik creato da Angela Giussani nel 1962 a cui faranno riferimento in Arnoldo Mondadori Editore per creare il personaggio di Paperinik, figura caricaturale parzialmente ispirata al fumetto Diabolik, che però si declina in versione positiva (Paperinik combatte il crimine, invece di appartenere ad esso). 
In questi spettacoli ha l'opportunità di lanciare nuovi motivi, alcuni dei quali verranno usati come sigle, quali Twist così così, Era settembre, L'appuntamento, Probabilmente, Su ragazza hush, Al buio sto sognando e Arriva la bomba.
In questi anni si lega all'attrice Lauretta Masiero, dalla quale nel 1967 ha un figlio: Gianluca Guidi.

### Gran Varietà

Il matrimonio di Johnny Dorelli con Catherine Spaak nel 1972

Il nome di Johnny Dorelli è legato anche allo show radiofonico Gran varietà, in onda sul secondo programma (l'attuale Radio2), tutte le domeniche, scritto da Amurri, Jurgens e Verde, per la regia di Federico Sanguigni. Dorelli lo inaugura nel 1966 come conduttore, e ne presenta ventidue edizioni non consecutive, fino alla conclusione nel 1979.
Nel 1967 presenta al Sanremo, in coppia con l'autore Don Backy, L'immensità che è ad oggi il suo maggior successo discografico. Dello stesso periodo Solo più che mai e Non è più vivere, versioni italiane di brani di Frank Sinatra (rispettivamente Strangers in the Night e My Way of Life). Torna a Sanremo l'anno dopo, con La farfalla impazzita, scritta da Mogol-Battisti e presentata in coppia con Paul Anka.
Nel 1968 interpreta la parte del conte Danilo nell'adattamento televisivo dell'operetta La vedova allegra, curato da Giuseppe Patroni Griffi e diretto da Antonello Falqui. Protagonista femminile dovrebbe essere Mina, ma le trattative con la cantante non vanno a buon fine, e il personaggio di Anna Glavary viene affidato a Catherine Spaak (che nelle parti cantate viene doppiata da Lucia Mannucci del Quartetto Cetra). Tra Catherine e Johnny nasce un legame sentimentale che durerà parecchi anni e che diventerà anche un legame artistico: risalgono infatti ai primi anni settanta alcuni brani interpretati in duetto da Dorelli e Spaak: Non mi innamoro più, Una serata insieme a te e Proviamo a innamorarci confluiti in due album collaborativi incisi dalla coppia: Promesse... Promesse ... (1970), colonna sonora dell'omonimo spettacolo teatrale di Garinei e Giovannini (adattato dal musical originale di Neil Simon e ispirato dal film L'appartamento) in cui la coppia recitava insieme e Toi et Moi (1974).

Johnny Dorelli con Sabina Ciuffini nel 1970

Nel 1969 presenta, insieme a Raimondo Vianello e alle gemelle Kessler, una controversa edizione di Canzonissima, bersagliata dalla stampa per lo spreco di denaro pubblico (ebbe il più elevato costo per puntata di tutta la serie). A risollevare le sorti del programma fu Raimondo Vianello che, partito come ospite, divenne fisso. Inoltre, sempre nello stesso anno interpreta il brano principale del cartoon Un ragazzo di nome Charlie Brown dal titolo L'inno della gioia.
Nel 1973 incise un album di cover, Le canzoni che piacciono a lei e dopo un periodo di crisi artistica, ritorna alla ribalta grazie al successo dello spettacolo teatrale Aggiungi un posto a tavola del 1974, cui fa seguito una seconda edizione nel 1977 e che ottiene enorme successo anche all'estero, portato anche in Inghilterra nel 1978 con Daniela Goggi dove rimane in replica per 238 date nel West End e che riprenderà nella terza edizione (del 1990) e di Accendiamo la lampada nel 1979 dove incontra la sua futura moglie Gloria Guida. Tra il 1977 e il 1978 conduce con Mina la penultima edizione del programma radiofonico Gran varietà, in ogni puntata del quale interpreta con la cantante e con l'ospite di turno una fantasia musicale a tema (il tango, lo swing, la commedia musicale, le colonne sonore dei film italiani, le colonne sonore dei film stranieri, la canzone napoletana, la rivoluzione musicale di Renato Carosone, la hit parade, le canzoni di Bruno Martino, le canzoni dei bambini, la canzone latina, le sigle televisive). Nel 1978 incide un nuovo album di inediti per la Warner Bros. Records dal titolo Giorgio il suo vero nome di battesimo.

### Il cinema

Johnny Dorelli e Gloria Guida sul set di Bollenti spiriti (1981)

Sul grande schermo, dopo alcune commedie girate alla fine degli anni cinquanta nelle quali ha piccole parti (come Guardatele ma non toccatele), debutta come protagonista nel film Arrriva Dorellik (1967) diretto da Steno. Il personaggio di Dorellik, che era stato presentato da lui in precedenza anche in alcune trasmissioni televisive, ispirerà quello fumettistico di Paperinik. In seguito si impone nel filone della commedia all'italiana in numerose pellicole che ottengono un buon successo, in ruoli brillanti (Una sera c'incontrammo, La presidentessa, Spogliamoci così senza pudor..., Mi faccio la barca, Sesso e volentieri, Non ti conosco più amore, Bollenti spiriti, Dio li fa poi li accoppia, Occhio, malocchio, prezzemolo e finocchio, Vediamoci chiaro, A tu per tu) e anche drammatici (Pane e cioccolata, Agnese va a morire, Il mostro).
Vanno ricordate alcune interpretazioni del suo periodo più maturo, nelle quali Dorelli riesce ad unire il suo tratto ironico e scanzonato ad una profonda umanità: è il caso del film di Marco Vicario Il cappotto di Astrakan, del 1979, tratto da un romanzo di Piero Chiara, o di State buoni se potete, del 1983, nel quale interpreta, sotto la regia di Luigi Magni, il ruolo di San Filippo Neri, con le musiche di Angelo Branduardi. Notevole nel 2005 la sua interpretazione nel film di Pupi Avati Ma quando arrivano le ragazze? e anche il film del 1981 Ciao nemico, ambientato durante la seconda guerra mondiale.

### Gli anni ottanta e la televisione
Nel 1983, affiancato da Amanda Lear, Nadia Cassini, Gigi e Andrea e Gigi Sabani, conduce su Canale 5 la seconda edizione della gara musicale Premiatissima. Visto il successo ottenuto l'anno prima, condotto da Claudio Cecchetto, il varietà viene promosso dal venerdì al sabato, con l'ambizioso intento di fare da concorrenza allo show del primo canale Rai abbinato alla Lotteria Italia, riproposto con un nuovo cast e una versione ancora più ricca.
Il varietà ottiene un grande successo riuscendo, per la prima volta nella storia della TV, a sorpassare negli ascolti il programma rivale di Rai 1, Fantastico 4, condotto quell'anno da Gigi Proietti con Heather Parisi, Teresa De Sio, Valeria Cavalli e Jinny Steffan.
Dorelli condusse le successive edizioni fino alla sua chiusura nel 1986: nel 1984 affiancato da Ornella Muti e Miguel Bosé; in questa edizione partecipano alla gara musicale molte signore della musica italiana: da Fiorella Mannoia a Orietta Berti, da Gabriella Ferri a Patty Pravo, nel 1985 è affiancato da Nino Manfredi e da un'esordiente Sabrina Salerno. A questa edizione partecipano 4 gruppi musicali: I RoBoT (Little Tony, Rosanna Fratello e Bobby Solo), i Passengers, i Ricchi e Poveri e il Gruppo Italiano, nel 1986 è affiancato da Enrico Montesano (in seguito sostituito da Lello Arena) e da una showgirl diversa ogni settimana: una di queste sarà Lola Falana in una delle sue ultime apparizioni televisive.
Non smette di recitare e sempre per la televisione interpreta il maestro Perboni nel Cuore di Luigi Comencini, andata in onda su Rai 2 nel 1984.
Sempre per la Rai nel 1986 viene trasmessa una ripresa televisiva degli spettacoli teatrali Se devi dire una bugia dilla grossa, per la regia televisiva di Eros Macchi e quella teatrale di Pietro Garinei e di Taxi a due piazze, tradotta e curata da Iaia Fiastri, che Dorelli aveva portato in scena al teatro Sistina di Roma dal 30 marzo 1984 diretta da Pietro Garinei e interpretata con Paola Quattrini, Martine Brochard, Riccardo Garrone, Paolo Panelli e Toni Ucci.

Johnny Dorelli con Mario Merola e Ornella Muti durante Premiatissima nel 1984

Nel 1988 si divide tra Rai e Fininvest nelle miniserie La coscienza di Zeno di Sandro Bolchi su Rai 2, Festa di Capodanno, per la regia di Piero Schivazappa su Canale 5 in cui recita con la moglie Gloria Guida, e Un milione di miliardi per Rai 1, e nel 1989 recita in La trappola nuovamente per Canale 5.
Nel 1989 torna alla conduzione di uno show su Canale 5, Finalmente venerdì, assieme a Heather Parisi, Gloria Guida, Corrado Pani, Paola Quattrini e un giovanissimo Gioele Dix e nello stesso periodo torna in studio di registrazione a dieci anni di distanza dall'ultimo album di inediti, Giorgio, con Mi son svegliato e c'eri tu, doppio album dell'etichetta Five Record arrangiato dal maestro Augusto Martelli, da cui vengono estratti due singoli: L'unica occasione, sigla della miniserie TV Festa di Capodanno e Mi son svegliato e c'eri tu.

### Gli anni novanta
Prende parte a una nuova edizione del Festival di Sanremo nel 1990, questa volta come conduttore assieme a Gabriella Carlucci, e nel marzo dello stesso anno riprende per la terza ed ultima volta il ruolo di Don Silvestro in Aggiungi un posto a tavola, trasmesso anche dalla Rai e l'anno successivo presenta il varietà del sabato sera Fantastico insieme a Raffaella Carrà. L'ultima edizione dello storico varietà di Rai 1, chiuso a causa di un inesorabile calo di ascolti, è ricordata anche per i rapporti poco idilliaci intercorsi tra i due conduttori a causa dell'incompatibilità artistica dei due nell'approccio professionale; un incidente al ginocchio per Dorelli inasprì ulteriormente la tensione tra i due, chiaramente palpabile durante la diretta.

Da sinistra: Dorelli conduttore del Festival di Sanremo 1990, mentre premia Marco Masini insieme all'altra conduttrice Gabriella Carlucci

Nel 1992 recita nella fiction diretta da Marcello Fondato Ma tu mi vuoi bene? al fianco di Monica Vitti e nel suo seguito Sì, ti voglio bene, questa volta in coppia con Barbara De Rossi, andata in onda due anni più tardi.
Dal 1995 è in tutti i teatri italiani insieme a Loretta Goggi con la quale interpreta Bobbi sa tutto. Lo spettacolo vince il premio Biglietto d'oro. Dal 1997 al 1999 è protagonista nuovamente con la Goggi, della sitcom di Canale 5 Due per tre, in onda la domenica pomeriggio all'interno del contenitore Buona Domenica.

### Gli anni duemila e duemiladieci
Nel 2002 Johnny Dorelli tornò per l'ultima volta al timone di una trasmissione televisiva, presentando Sette in condotta, in onda dal lunedì al venerdì alle 20:45 su Rai 1, che aveva per protagonisti dei baby opinionisti, ossia dieci bambini tra i sei e i dodici anni, chiamati a commentare il fatto del giorno con la presenza in studio, dei protagonisti del fatto di cronaca al centro di ogni puntata. Nel 2004 torna alla musica con l'album Swingin' che vende oltre centomila copie conseguendo il disco di platino, seguito dal DVD Swingin' Live.
Del 2007 è la sua nona partecipazione al Festival di Sanremo come cantante in gara (la prima nel 1958), con il brano Meglio così, pubblicando quello che resta a tutt'oggi il suo ultimo album in studio, Swingin' - parte seconda. Nel medesimo anno partecipa al gran galà delle 50 edizioni dello Zecchino d'Oro cantando Lettera a Pinocchio, che viene definita "la canzone regina dello Zecchino d'Oro". Nel 2011 riceve il riconoscimento speciale Leggio d'oro Alberto Sordi. Il 4 febbraio 2018, torna in tv, dopo sei anni di assenza, nella trasmissione di Fabio Fazio Che tempo che fa. Nel settembre 2020 pubblica l'autobiografia Che fantastica vita, scritta insieme al giornalista Pier Luigi Vercesi.

## Vita privata

Johnny Dorelli con Catherine Spaak all'epoca del loro matrimonio

Ha tre figli: Gianluca, attore teatrale e cantante, nato dalla relazione con l'attrice Lauretta Masiero, durata dal 1959 al 1968; Gabriele, avuto da Catherine Spaak, sua prima moglie dal 1972 al 1979, e Guendalina, nata dalla sua unione con l'attrice Gloria Guida, con cui convive dal 1979 e che ha sposato nel 1991.
Ha una particolarità: gli occhi di colore diverso, caratteristica chiamata eterocromia.

## Discografia

### Album
- 1955 – Songo americano (CGD, MV 203)
- 1958 – Cordialmente (CGD, MV 224)
- 1958 – È arrivato da Sanremo (CGD, MV 225)
- 1958 – Dance with (Liberty, I 8508)
- 1959 – We Like Johnny (CGD, FG 5002)
- 1959 – Sanremo 1959 (CGD, SR 1012)
- 1964 – 30 anni di canzoni d'amore (CGD, FG 5010)
- 1965 – Viaggio sentimentale (CGD, FG 5017)
- 1965 – Johnny Dorelli (CGD, FG 5024)
- 1967 – L'immensità (CGD, FG 5032)
- 1970 – Promesse... Promesse ... (CGD, FGS 5063, con Catherine Spaak)
- 1973 – Le canzoni che piacciono a lei (CGD, 69030)
- 1974 – Toi et Moi (CGD, 69060, con Catherine Spaak)
- 1975 – Aggiungi un posto a tavola (CGD, 88119)
- 1978 – Giorgio (WEA Italiana, T56588)
- 1980 – Accendiamo la lampada (Cam, ARSAG 29103)
- 1989 – Mi son svegliato e c'eri tu (Five Record, FM 14204)
- 2004 – Swingin' (Carosello, CARSM120-2)
- 2007 – Swingin' - parte seconda (Carosello, CARSM198)

## Compositore/cantautore
Occasionalmente, Dorelli è stato l'autore della parte musicale di alcuni brani (soprattutto Lati B) che in alcuni casi hanno ottenuto un discreto successo.
Talvolta egli ha firmato le sue composizioni con il suo vero nome Guidi, collaborando tra gli altri con Bruno Pallesi, autore di molti suoi testi. 
Alcune delle canzoni scritte (parte musicale) da Dorelli alias Guidi:
- 1958 – Grande come il mare
- 1959 – Non ti vedo
- 1959 – Un po' di Blues
- 1959 – Italiana
- 1961 – Fra le canne di bambù per Betty Curtis
- 1962 – Questa sera per Arturo Testa
- 1962 – Non verrà
- 1962 – Buongiorno amore - Festival di Sanremo 1962 (con Betty Curtis)
- 1962 – Il regno di Biancaneve - canzone di Walt Disney
- 1962 – Scende dal cielo
- 1963 – Vina del Mar
- 1963 – Non verrà
- 1964 – Era settembre
- 1965 – New York
- 1965 – Ancora una volta pericolosamente (sigla della serie TV Le avventure di Laura Storm) per Fausto Leali
- 1965 – La domenica insieme
- 1965 – Silvia
- 1965 – Probabilmente (Un disco per l'estate 1965)
- 1966 – Finirà
- 1967 – Soltanto Il sottoscritto
- 1968 – Strano
- 1968 – Troppo presto
- 1968 – Proviamo a cominciare
- 1968 – Arrriva Dorellik - colonna sonora del film con Franco Pisano
- 1968 – A me
- 1969 – Aspettando Jo - musiche di scena dell'omonimo spettacolo teatrale
- 1969 – Era scritto così
- 1969 – Io lavoro come un negro
- 1969 – Prima di te, dopo di te
- 1970 – Prima di incontrare un angelo
- 1972 – Strano
- 1975 – Amare significa... - colonna sonora del film Una sera c'incontrammo
- 1975 – Ora che c'è lei

## Filmografia

### Cinema
- Cantando sotto le stelle, regia di Marino Girolami (1956)
- Totò, Peppino e le fanatiche, regia di Mario Mattoli (1958)
- La ragazza di piazza San Pietro, regia di Piero Costa (1958)
- Destinazione Sanremo, regia di Domenico Paolella (1959)
- Guardatele ma non toccatele, regia di Mario Mattoli (1959)
- Tipi da spiaggia, regia di Mario Mattoli (1959)
- Das haben die Mädchen gern, regia di Kurt Nachmann (1962)
- Divorzio alla siciliana, regia di Enzo Di Gianni (1963)
- Arrriva Dorellik, regia di Steno (1967)
- Pane e cioccolata, regia di Franco Brusati (1973)
- Una sera c'incontrammo, regia di Piero Schivazappa (1975)
- L'Agnese va a morire, regia di Giuliano Montaldo (1976)
- Dimmi che fai tutto per me, regia di Pasquale Festa Campanile (1976)
- Spogliamoci così senza pudor..., regia di Sergio Martino (1976)
- Basta che non si sappia in giro, regia di Nanni Loy, Luigi Magni e Luigi Comencini (1976)
- La presidentessa, regia di Luciano Salce (1977)
- Cara sposa, regia di Pasquale Festa Campanile (1977)
- Il mostro, regia di Luigi Zampa (1977)
- Come perdere una moglie... e trovare un'amante, regia di Pasquale Festa Campanile (1978)
- Amori miei, regia di Steno (1978)
- Il teorema gregoriano, episodio di Per vivere meglio, divertitevi con noi, regia di Flavio Mogherini (1978)
- Tesoromio, regia di Giulio Paradisi (1979)
- Il cappotto di Astrakan, regia di Marco Vicario (1980)
- Non ti conosco più amore, regia di Sergio Corbucci (1980)
- Mi faccio la barca, regia di Sergio Corbucci (1980)
- Ciao nemico, regia di E.B. Clucher (1981)
- Bollenti spiriti, regia di Giorgio Capitani (1981)
- Sesso e volentieri, regia di Dino Risi (1982)
- Dio li fa poi li accoppia, regia di Steno (1982)
- State buoni se potete, regia di Luigi Magni (1983)
- Occhio, malocchio, prezzemolo e finocchio, regia di Sergio Martino (1983)
- Vediamoci chiaro, regia di Luciano Salce (1984)
- A tu per tu, regia di Sergio Corbucci (1984)
- Ma quando arrivano le ragazze?, regia di Pupi Avati (2005)

### Televisione
- Ciao Italia, regia di Nanni Loy – film TV (1965)
- La vedova allegra, regia di Antonello Falqui – film TV (1968)
- Lily Champagne, regia di Flaminio Bollini – film TV (1968)
- K2 + 1 – serie TV (1971)
- Aggiungi un posto a tavola, regia di Gino Landi – ripresa televisiva (1978; 1990)
- Accendiamo la lampada, regia di Pietro Garinei, Gino Landi – ripresa televisiva (1980)
- Cuore, regia di Luigi Comencini – miniserie TV (1984)
- Taxi a due piazze, regia di Eros Macchi, Pietro Garinei – ripresa televisiva (1986)
- Se devi dire una bugia dilla grossa, regia di Eros Macchi, Pietro Garinei – ripresa televisiva (1986)
- La coscienza di Zeno, regia di Sandro Bolchi – film TV (1988)
- Festa di Capodanno, regia di Piero Schivazappa – miniserie TV (1988)
- Un milione di miliardi, regia di Gianfranco Albano – miniserie TV (1988)
- La trappola, regia di Carlo Lizzani – miniserie TV (1989)
- Ma tu mi vuoi bene?, regia di Marcello Fondato – miniserie TV (1992)
- Sì, ti voglio bene, regia di Marcello Fondato – miniserie TV (1994)
- Due per tre – sitcom (1997-1999)

## Riconoscimenti
- David di Donatello 1983 - Candidatura come miglior attore protagonista per State buoni se potete
- David di Donatello 2005 - Candidatura come miglior attore non protagonista per Ma quando arrivano le ragazze?

## Programmi televisivi
- Il Musichiere (Programma Nazionale, 1957)
- Buone vacanze (Programma Nazionale, 1959-1960)
- Johnny 7 (Programma Nazionale, 1963, 1965; Secondo Programma, 1964)
- Johnny Sera (Programma Nazionale, 1966)
- Sabato sera (Programma Nazionale, 1967) 1ª puntata
- Galà per Johnny Dorelli (Programma Nazionale, 1968)
- Cantagiro (Programma Nazionale, Secondo Programma, 1969)
- Canzonissima (Programma Nazionale, 1969-1970)
- Cantagiro Show (Programma Nazionale, 1974)
- Premiatissima (Canale 5, 1983-1986)
- Finalmente venerdì (Canale 5, 1989-1990)
- Festival di Sanremo (Rai 1, 1990)
- Fantastico (Rai 1, 1991-1992)
- Sette in condotta (Rai 1, 2002)

### Pubblicità
Ha preso parte ad alcune serie della rubrica pubblicitaria televisiva di RAI1, Carosello, pubblicizzando:
- nel 1959, il sapone Palmolive con Enrico Rava, Franco Cerri, Gene Victory, Glauco Maestri ed Enzo Jannacci;
- dal 1964 al 1968, i formaggini Crema Belpaese della Galbani;
- dal 1969 al 1975, i formaggini Crema Belpaese, il formaggio Certosino e il dessert Galbi, tutti della Galbani, con Daniele Vargas, Jack La Cayenne, Leo Gavero e Dalila Di Lazzaro.

È stato inoltre:
- tra il 1979 ed il 1981 il testimonial dell'Amaro Ramazzotti;
- tra il 1985 ed il 1989 il testimonial della casa automobilistica Renault.

## Doppiatori italiani
- Pino Locchi in Guardatele ma non toccatele, Tipi da spiaggia
- Massimo Turci in Totò, Peppino e le fanatiche

## Opere letterarie
- Pier Luigi Vercesi, Che fantastica vita, Mondadori, 2020.